# Pianoconcert (Duke)
Vernon Duke (toen nog Vladimir Dukelski) begon in 1923 aan zijn Concert in C voor piano en orkest.
Bij zijn aankomst in de Verenigde Staten na zijn vlucht uit Rusland en Constantinopel was zijn roem hem voor. Zowel George Gershwin als Arthur Rubinstein waren erg te spreken over enige pianowerkjes die hij had gecomponeerd en vroegen hem om een pianoconcert te componeren. Uiteindelijk had Duke in 1923 een manuscript klaar met een versie voor twee piano’s. Duke vertrok naar Parijs om het pianoconcert te voltooien, maar ineens was daar Serge Diaghilev die na een uitvoering van de dubbelpianoversie (componist met Georges Auric) een ballet bij hem bestelde. Hoe Gershwin en Rubinstein ook bij Duke erop aandrongen, het pianoconcert in die versie is nooit georkestreerd. Het werk sneeuwde onder in de andere bezigheden van Duke (bijvoorbeeld voor Broadway etc.). Het concert werd nog wel in de dubbelpianoversie uitgegeven (1926), maar daarna verdween het in de la.
Dat het werk toch georkestreerd is, is te danken aan pianist Scott Dunn, die het dan ook in die versie speelde tijdens de première op 10 januari 1999 op de opening van de Gershwin Ceremonial Concerts in de Carnegie Hall in New York.
Het pianoconcert bestaat uit slechts één deel; er zijn wel verschillende secties hoorbaar, maar die staan nergens aangegeven.

## Bron en discografie
- Uitgave Naxos; Scott Dunn piano; Russisch Filharmonisch Orkest o.l.v. Dmitri Yablonski.